# Tatoi

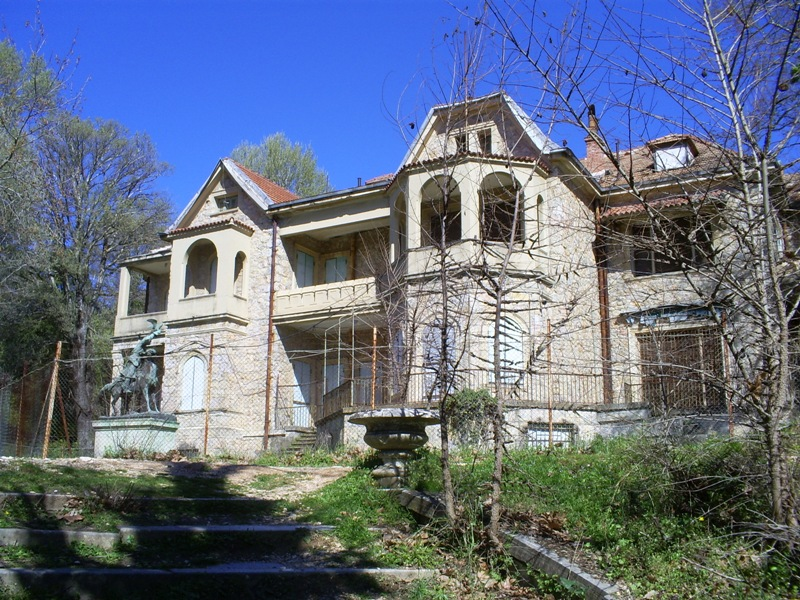
Skrzydło opuszczonego od 36 lat byłego pałacu królewskiego

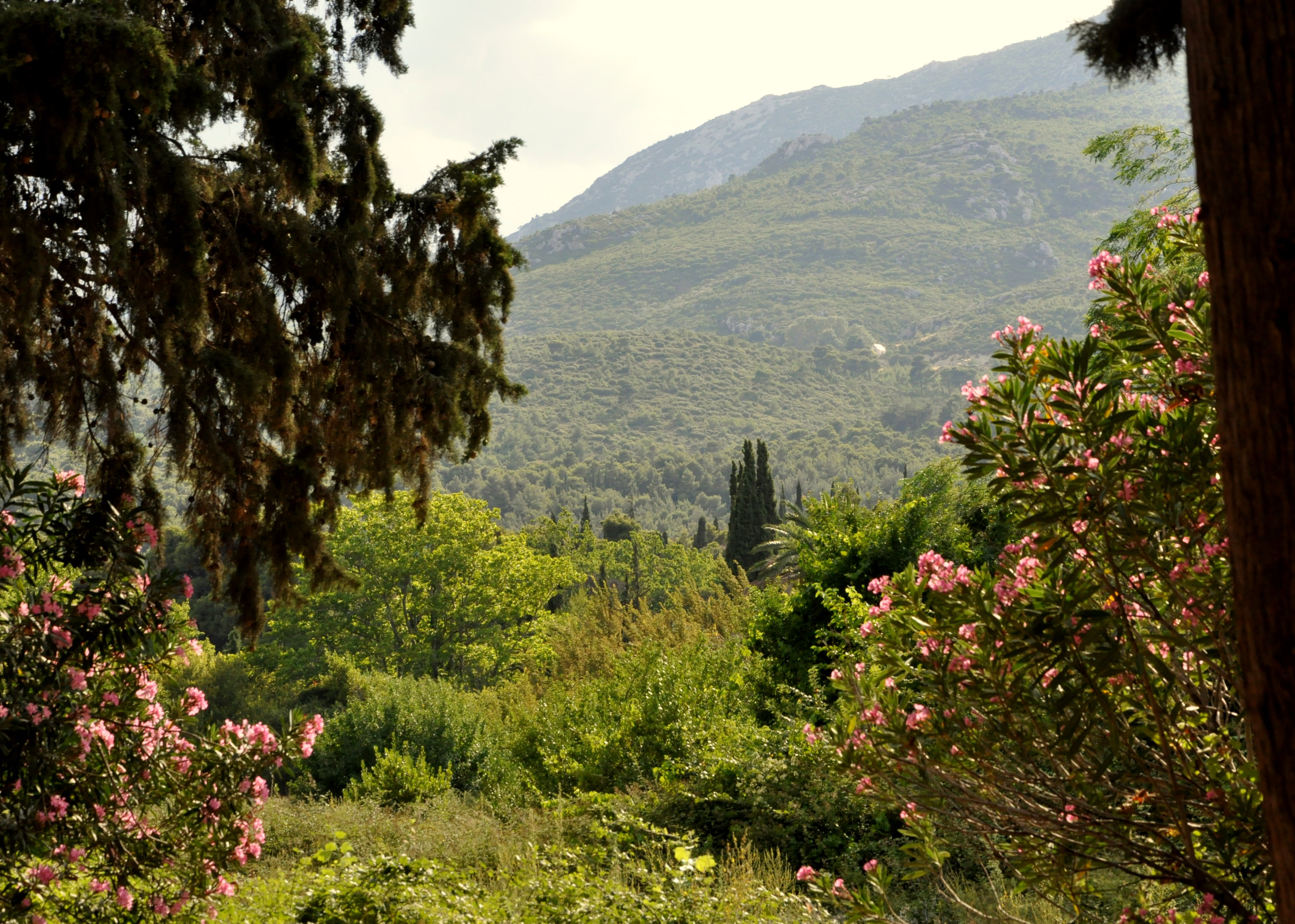
Niższe partie góry Parnitha, widziane z dawnego królewskiego majątku w Tatoi

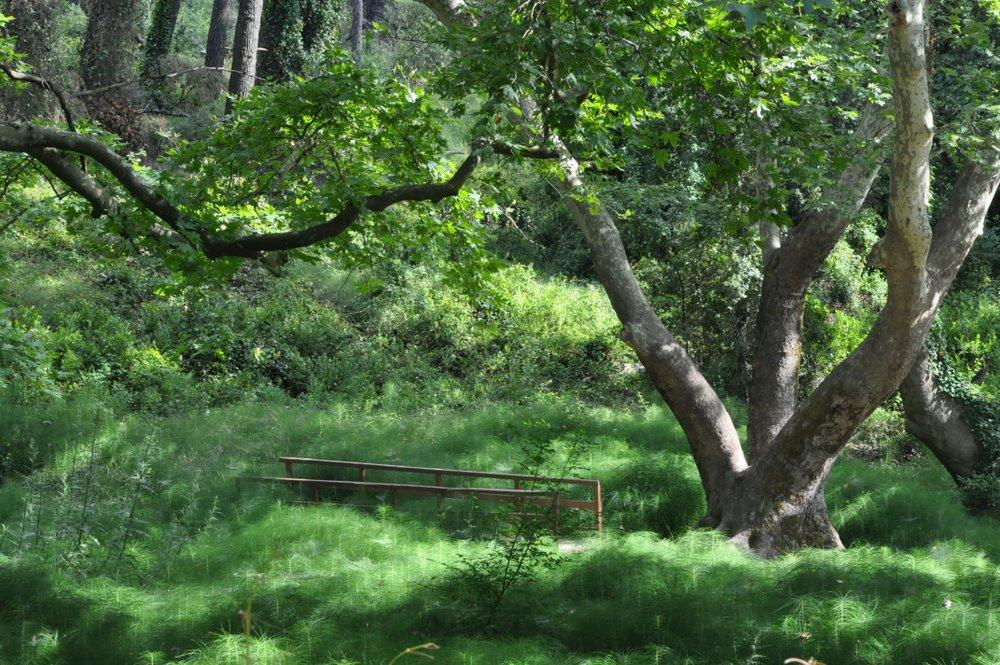
Skrzypy w poszyciu dawnego, królewskiego lasu (aktualnie jest to Park Narodowy Góry Parnitha)

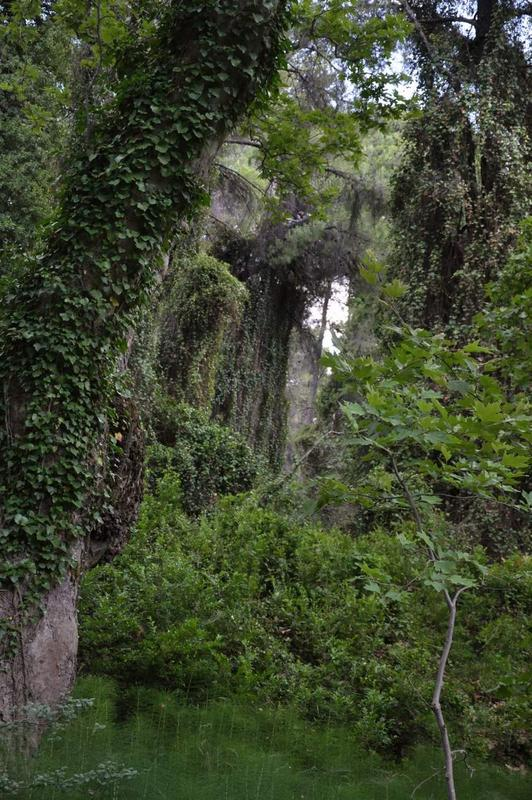
Matecznik puszczański w lasach Tatoi (aktualnie jest to Park Narodowy Góry Parnitha)

Tatoi (gr. Τατόϊ) – dziki park krajobrazowy, także dawny pałac królewski, znajdujący się w Grecji, administracyjnie należący do miejscowości Dekelia, położony wśród dawnych lasów królewskich o ok. 5 km na północ od granic zabudowy Wielkich Aten.
W roku 2007 Tatoi został włączony w skład Parku Narodowego Góry Parnitha. Tatoi to także nazwa pobliskiego lotniska wojskowego oraz sportowego mieszczącego się w miejscowości Dekelia.

## Historia
Tatoi stanowiło letnią rezydencję greckiej rodziny królewskiej oraz miejsce urodzenia Jerzego II Greckiego. W posiadłości znajduje się też cmentarz greckiej rodziny królewskiej.
Po detronizacji ostatniego z monarchów, Konstantyna II Greckiego w 1973 roku, dobra Tatoi przejęło państwo, a wyrokiem Europejskiego Trybunału praw Człowieka, z 28 listopada 2002 roku Republika Grecka winna wypłacić rodzinie królewskiej odszkodowanie w wysokości małego ułamka wartości, tych oraz także innych, odebranych królowi majątków, w Atenach i w innych miejscach Grecji.
Od 2007 roku stopniowo realizowany jest program adaptacji dawnych dóbr królewskich Tatoi na teren ekologicznej rekreacji rodzinnej. Toteż coraz chętniej zaglądają tu rodziny z małymi dziećmi.